# Туркменэли

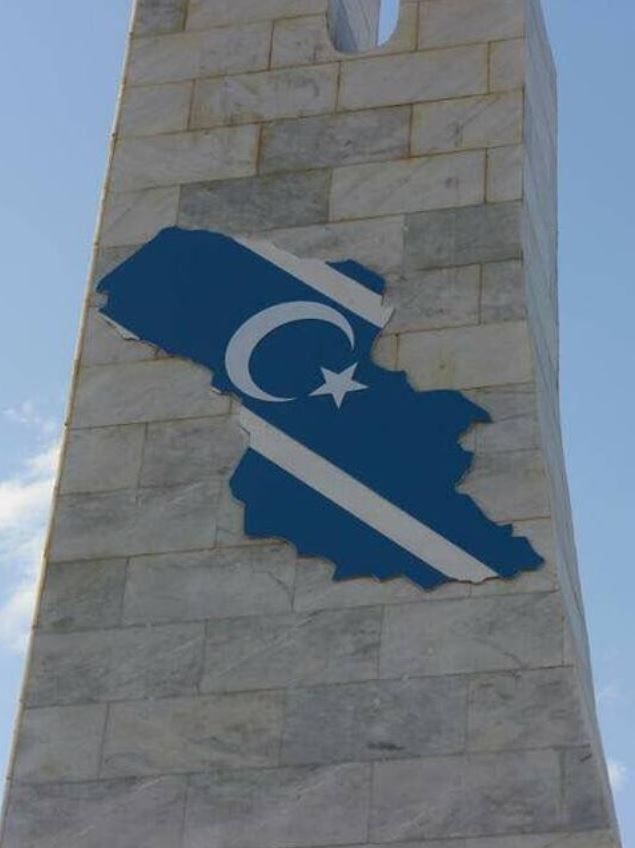
Карта Туркменэли на монументе в Алтынкёпрю.

Туркменэли (тур. Türkmeneli, азерб. Türkmən eli) или Туркомания — область расселения туркоманов в Ираке. Включает земли иракских туркмен, простирающиеся от границы Ирака с Турцией и Сирией и по диагонали вниз по стране до границы с Ираном.
Своей столицей иракские туркмены считают спорный город Киркук, а в его границы также входят Талль-Афар, Мосул (второй по величине город в Ираке), Эрбиль (столица Курдистана), Мандали и Туз-Хурмату.

## Территория
Туркменэли располагается на территориях мухафазов Салах-эд-Дин, Дияла, Найнава, Эрбиль и Киркук. Центром Туркменэли является город Киркук.

Этнические и религиозные группы в Ираке, туркмены в оранжевом

## Автономия Туркменэли

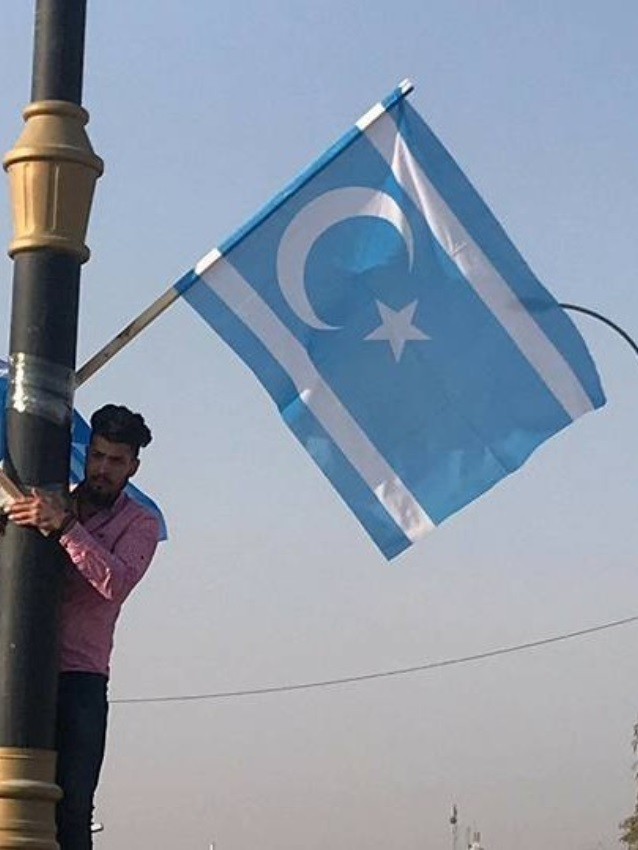
Иракский туркмен забирается на столб в Киркуке, чтобы сфотографироваться с флагом Туркменэли

Флаг иракских туркмен

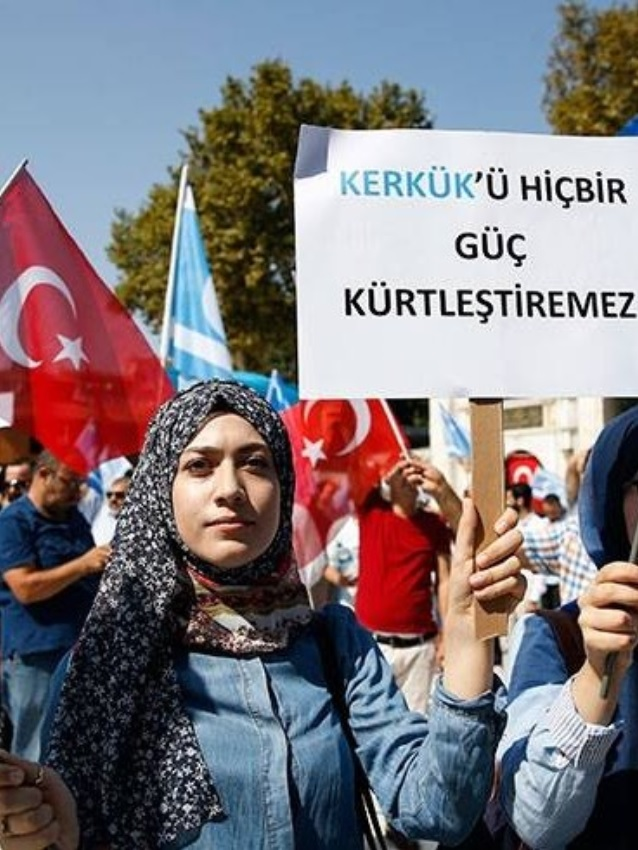
Иракская туркменская женщина держит плакат с надписью на турецком языке: «Kerkük'ü hiçbir güç Kürtleştiremez» («Никакая сила не сможет курдизировать Киркук»).

По словам Халила Османа, существует «множество федералистских схем», предложенных различными туркменскими политическими партиями. Например, одно спорное предложение о создании Туркменэли в качестве туркменской автономной области включало районы к северо-западу от Ирака, от Талль-Афара в провинции Ниневия, через провинцию Киркук и район Туз-Хурмату в мухафазе Салах-эд-Дин в северо-центральной части Ирака до Мандали в мухафаза Дияла на северо-востоке Багдада.
Ваграм Петросян предполагает, что продвижение Иракским туркменским фронтом (ИТФ) идеи признания Туркменэли может привести к курдско-туркменскому конфликту.
В 2007 году лидер Иракского туркманского фронта Саадеддин Ергеч (Saadettin Ergeç) в ходе поездок в Турцию и США высказался против проведения референдума по статусу Киркука, по которому предполагалось включение Киркука в состав Курдской автономии и придание курдскому языку статуса государственного. Он заявил, что туркманы выступают против предоставления особого статуса городу и категорически требуют предоставления городу статуса официальной столицы будущей Туркманской автономии.
В 2016 году Вассим Бассем сообщил, что иракские туркмены призывают к созданию своей собственной независимой провинции в районе Талль-Афар. Их требования совпали с призывами к созданию других новых провинций для христианского и езидского меньшинств.
17 июля 2017 года туркменские представители предложили, чтобы Талль-Афар и Туз-Хурмату стали автономным туркменским регионом, и попросили предоставить Киркуку «особый статус» на саммите в Багдаде под названием «Будущее туркмен в Объединенном Ираке». Они также призвали к «обучению и оснащению туркменских сил Хашд аш-Шааби».

## Галерея

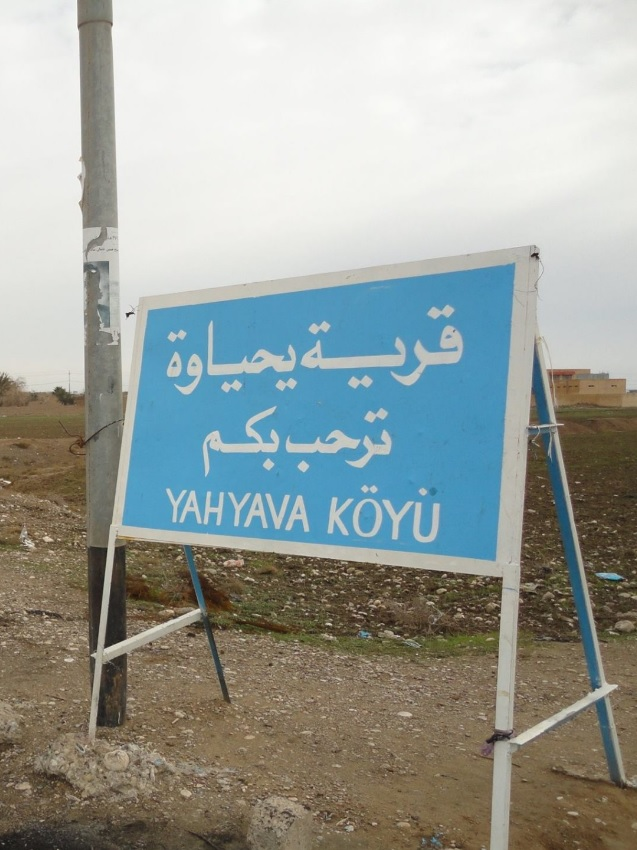
Двуязычный знак на арабском и турецком языках
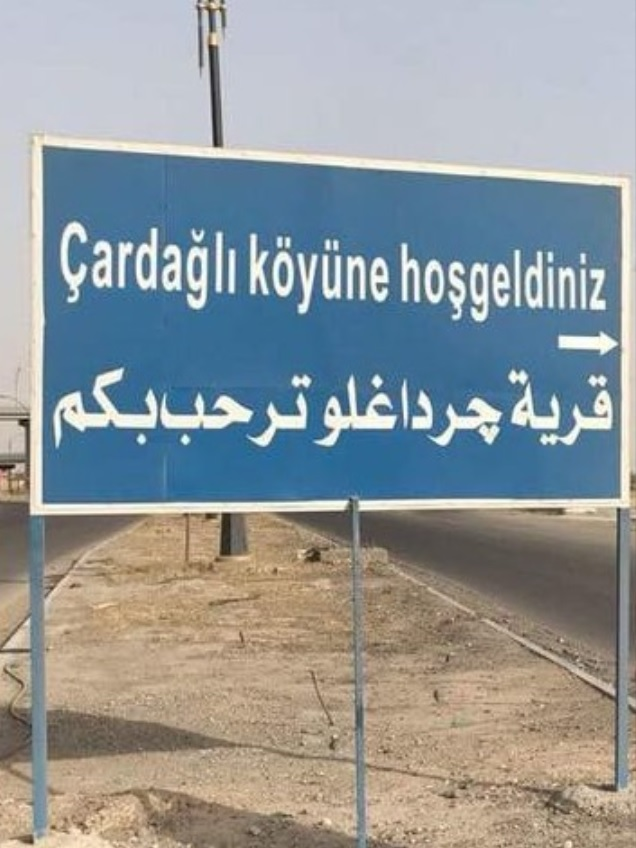
Двуязычный знак на арабском и турецком языках
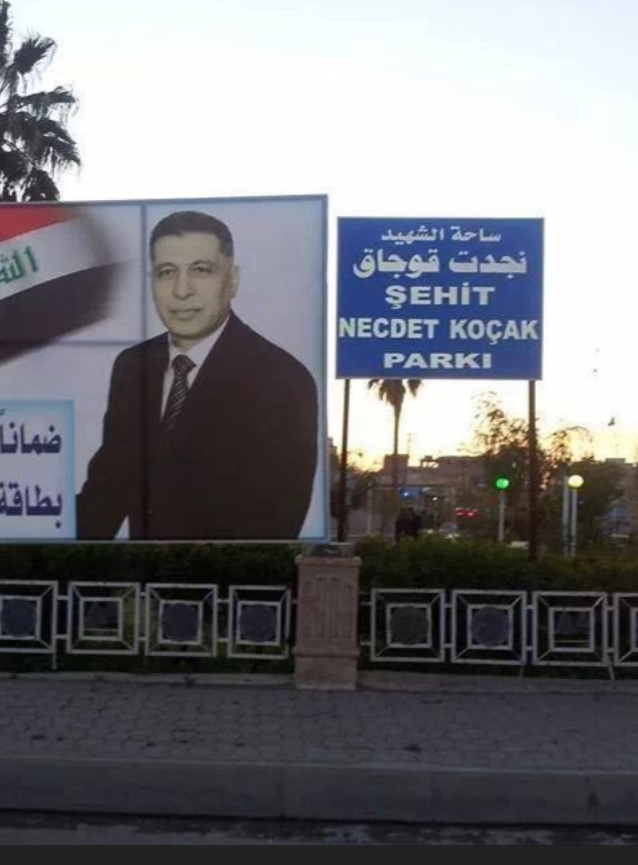
Двуязычный знак на арабском и турецком языках